# Mankovce
Mankovce (deutsch Mankowitz, ungarisch Mankóc) ist eine Gemeinde im Westen der Slowakei mit 510 Einwohnern (Stand 31. Dezember 2024), die zum Kreis Okres Zlaté Moravce, einem Teil des Nitriansky kraj, gehört.

## Geographie
Die Gemeinde befindet sich im nordöstlichen Teil des slowakischen Donautieflands, am nordöstlichen Rand von dessen Untereinheit Žitavská pahorkatina, im Tal des Baches Stránka im Einzugsgebiet der Žitava und am südlichen Hang des Tribetzgebirges. Das Ortszentrum liegt auf einer Höhe von 230 m n.m. und ist acht Kilometer von Zlaté Moravce entfernt.
Nachbargemeinden sind Zlatno im Norden, Hosťovce im Osten, Sľažany (Ortsteil Horné Sľažany) im Süden und Velčice im Westen.

## Geschichte
Mankovce wurde zum ersten Mal 1345 als Mangya schriftlich erwähnt und war ursprünglich Besitz des Landadels, ehe es 1394 zur Herrschaft der Burg Gýmeš kam. Noch im 15. Jahrhundert schenkte das Geschlecht Forgách den Ort an die Pauliner aus Lefantovce. Nach der Auflösung des Paulinerordens im Jahr 1786 kam die Gemeinde unter Verwaltung der königlichen Kammer. 1534 gab es 15 Porta, 1536 stand eine Mühle, 1601 standen 23 Häuser im Ort, 1720 gab es 23 Steuerzahler und eine Mühle, 1828 zählte man 39 Häuser und 254 Einwohner, die als Landwirte beschäftigt waren.
Bis 1918 gehörte der im Komitat Bars liegende Ort zum Königreich Ungarn und kam danach zur Tschechoslowakei beziehungsweise heute Slowakei. In der ersten tschechoslowakischen Republik waren die Einwohner als Kleinbauern, landwirtschaftliche Arbeiter und Waldarbeiter tätig, allerdings litt der Ort unter hoher Arbeitslosigkeit. Mankovce wurde 1954 elektrifiziert.

## Bevölkerung
| Jahr                | 1994 | 2004    | 2014    | 2024    |
| ------------------- | ---- | ------- | ------- | ------- |
| Anzahl der Personen | 535  | 539     | 535     | 510     |
| Unterschied         |      | +0,74 % | −0,74 % | −4,67 % |

| Jahr                | 2023 | 2024    |
| ------------------- | ---- | ------- |
| Anzahl der Personen | 516  | 510     |
| Unterschied         |      | −1,16 % |

Gemäß der Volkszählung 2011 wohnten in Mankovce 519 Einwohner, davon 495 Slowaken. 24 Einwohner machten keine Angabe zur Ethnie.
440 Einwohner bekannten sich zur römisch-katholischen Kirche, zwei Einwohner zur reformierten Kirche, ein Einwohner zur Evangelischen Kirche A. B. und zwei Einwohner zu einer anderen Konfession. 24 Einwohner waren konfessionslos und bei 50 Einwohnern wurde die Konfession nicht ermittelt.

## Bauwerke und Denkmäler
- römisch-katholische Kirche aus dem Jahr 1968